# Луд за тобом
Луд за тобом (енгл. Mad About You) амерички је телевизијски ситком. Главне улоге тумаче Пол Рајзер и Хелен Хант као брачни пар Пол и Џејми Бучман, који живе у Њујорку. Премијерно је приказиван од 23. септембра 1992. до 24. маја 1999. године на каналу NBC, освојивши бројне награде, укључујући 4 награде Златни глобус и 12 награда Еми за програм у ударном термину. Spectrum Originals је 2019. године објавио нових 12 епизода серије.

## Епизоде
| Сезона | Сезона | Епизоде | Епизоде | Оригинално емитовање | Оригинално емитовање | Оригинално емитовање |
| Сезона | Сезона | Епизоде | Епизоде | Премијера            | Финале               | Мрежа                |
| ------ | ------ | ------- | ------- | -------------------- | -------------------- | -------------------- |
|        | 1.     | 22      | 22      | 23. септембар 1992.  | 22. мај 1993.        |                      |
|        | 2.     | 25      | 25      | 16. септембар 1993.  | 19. мај 1994.        |                      |
|        | 3.     | 24      | 24      | 22. септембар 1994.  | 18. мај 1995.        |                      |
|        | 4.     | 24      | 24      | 24. септембар 1995.  | 19. мај 1996.        |                      |
|        | 5.     | 24      | 24      | 17. септембар 1996.  | 20. мај 1997.        |                      |
|        | 6.     | 23      | 23      | 23. септембар 1997.  | 19. мај 1998.        |                      |
|        | 7.     | 22      | 22      | 22. септембар 1998.  | 24. мај 1999.        |                      |
|        | 8.     | 12      | 12      | 20. новембар 2019.   | 18. децембар 2019.   |                      |

## Улоге
| Глумац        | Улога           |
| ------------- | --------------- |
| Пол Рајзер    | Пол Бучман      |
| Хелен Хант    | Џејми Бучман    |
| Ен Ремзи      | Лиса Стемпл     |
| Лејла Кензл   | Френ Деваноу    |
| Џон Панкоу    | Ајра Бучман     |
| Синтија Харис | Силвија Бучман  |
| Луис Зорич    | Барт Бучман     |
| Ричард Кајнд  | Др Марк Деваноу |